# Астана (захоронение)

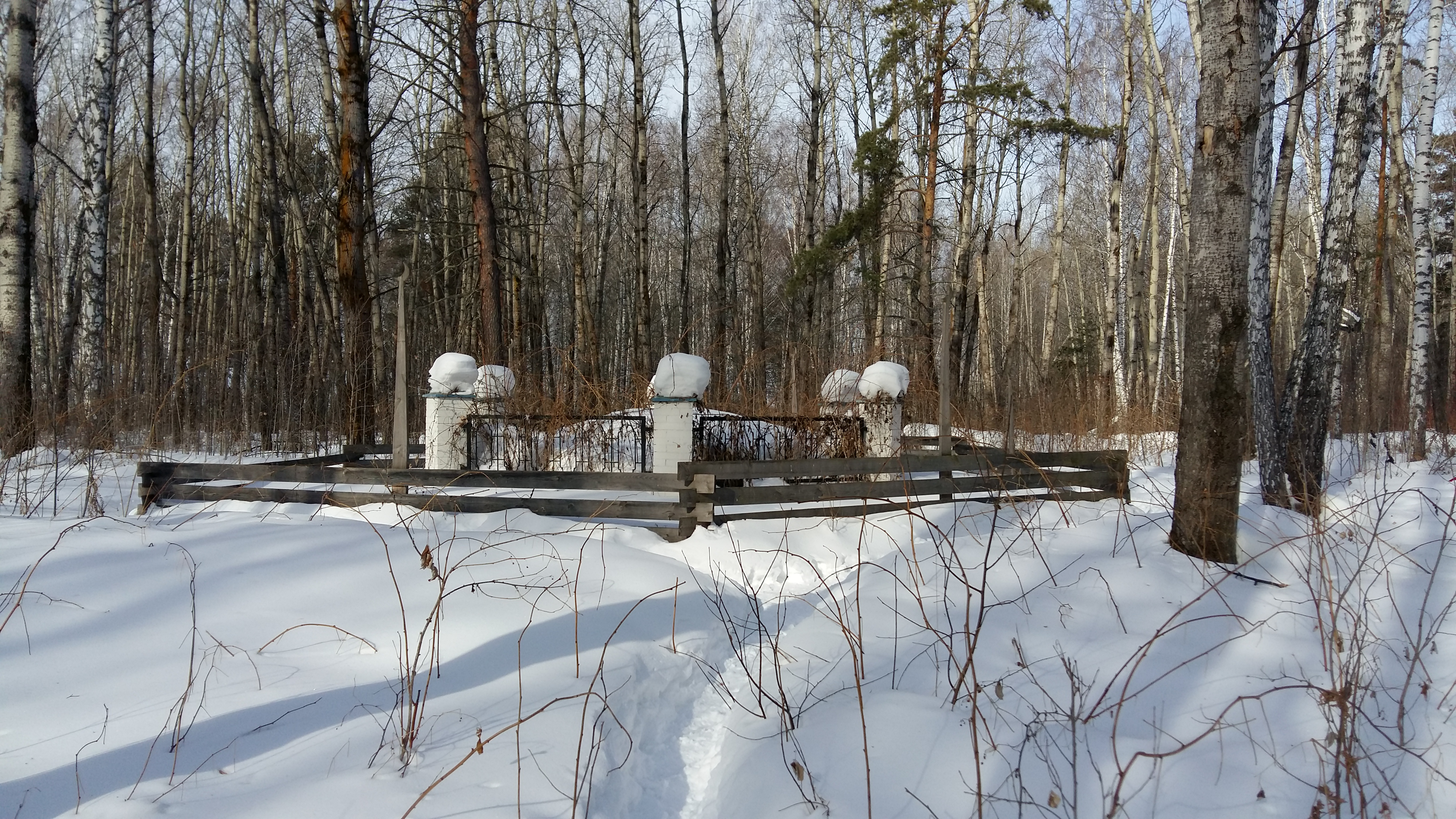
Варваринская астана (Ярковский район Тюменской области, Россия). 2018 год

Астана́ (астане́, осто́н) — мусульманское священное захоронение или место, где ранее находился мавзолей мусульманского святого (авлия). Эквивалент арабского термина «мазар». Являются объектом почитания у тюркских и иранских народов, особенно известны среди сибирских татар. Истоки культа лежат в суфизме.

## История изучения

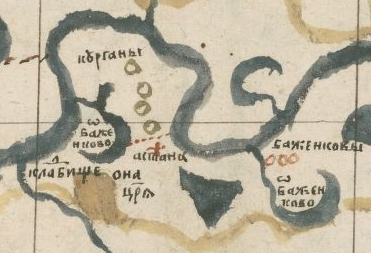
Астана в «Хорографической чертёжной книге Сибири» С. У. Ремезова. 1697—1711 годы

Вероятно, впервые термин «астана» письменно зафиксирован на листе 107 «Хорографической чертёжной книги Сибири» Семёна Ремезова (1697—1711 годы). Современные исследователи полагают, что им была обозначена астана Бигач-Ата в Усть-Ишимском районе Омской области.
В науку понятие астаны впервые проникло в 1734 году, когда руководитель Академического отряда Великой Северной экспедиции Г. Ф. Миллер внёс в свои «Путевые описания Сибири» следующую запись об известной сейчас Баишевской астане в Вагайском районе Тюменской области:

Baisch-aul, под вышеуказанной деревней, у подножия восточного высокого берега, немного выше речки Шилеки. Жители живут здесь зимой, а в полутора верстах отсюда на той же стороне они имеют деревню с тем же названием, где живут летом. Здесь находятся ясачные и служилые. В полуверсте выше этой деревни находится Astuna, где погребён татарский святой.

В «Топографии Оренбургской» (1762 год) П. И. Рычков сообщает об обнаружении инженером-подпоручиком А. И. Ригельманом в 1750 году недалеко от места впадения реки Карасу в Хобду, в 150 верстах от Оренбурга, каменных сооружений в местах захоронения «знатных людей». Казахи называли эти сооружения «астанами».

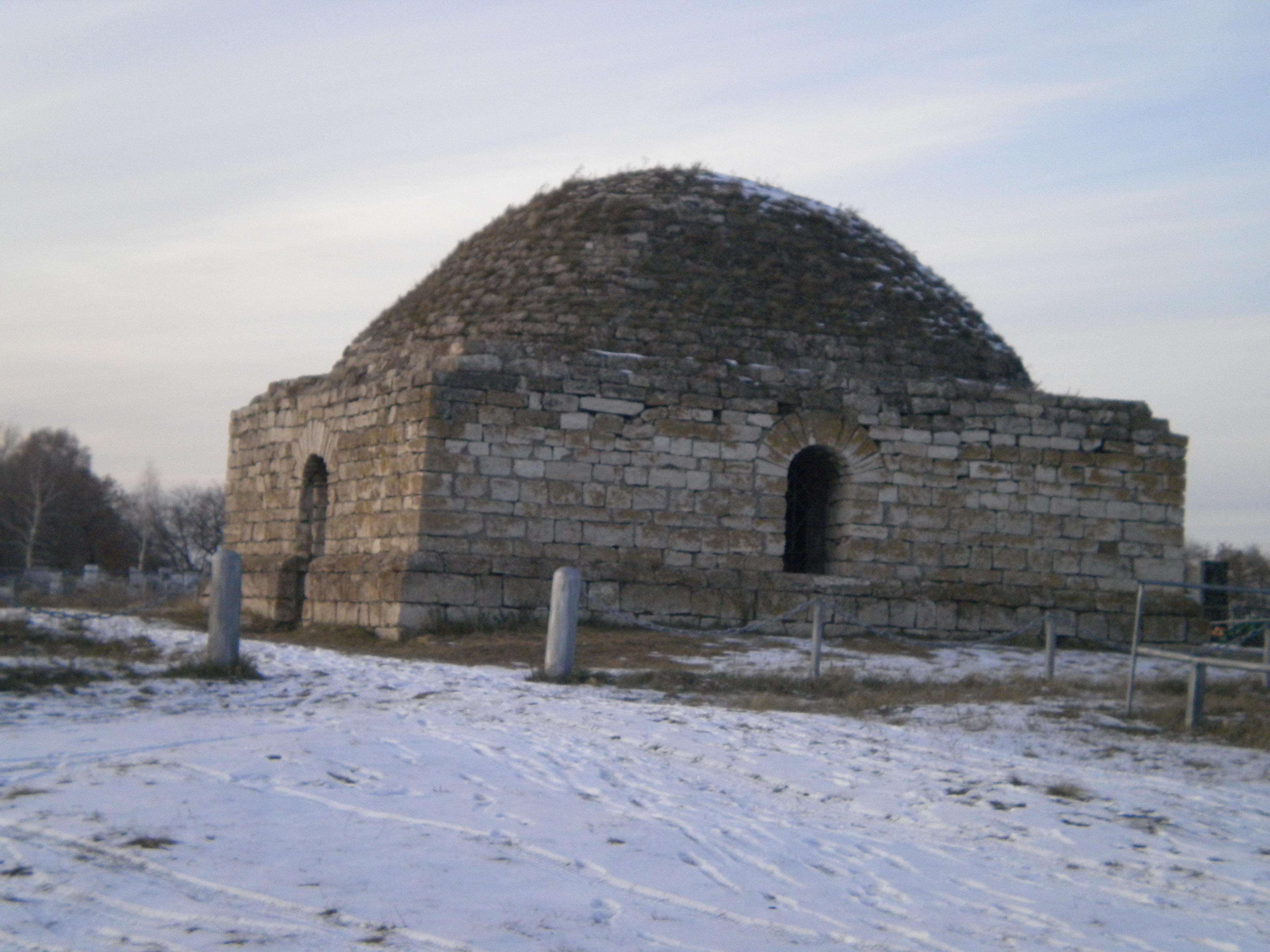
Мавзолей Хусейн-бека в посёлке Чишмы (Башкортостан). 2009 год

В августе 1773 года сооружение, «называемое татарами астана», обнаружил в районе Уфы академик И. Г. Георги. В 1859 году В. В. Вельяминов-Зернов сообщил, что мусульмане называли термином «астана» мавзолей Хусейн-бека (пос. Чишмы, Башкортостан). В 1864 году академик Б. А. Дорн опубликовал отчёт о научной экспедиции по южному берегу Каспийского моря, где зафиксировал памятники под названием «астане» в персидских областях Мазендеране и Гиляне.
Значительный импульс изучению феномена астаны у сибирских татар придала публикация в 1903 году Н. Ф. Катановым русского перевода татарских рукописей под названием «О религиозных войнах учеников шейха Багаутдина против инородцев Западной Сибири». Рукописи излагали легенду о возникновении в Западной Сибири священных захоронений и содержали список из 30 мест с указанием имён захороненных шейхов. По состоянию на 1997 год в 17 случаях из 30 информация полностью подтвердилась. Были обнаружены и другие источники, воспроизводящие легенду с некоторыми вариациями: «Тарих», «Аслы нэсли Сала аулынынг», «Грамота хранителя Юрумской астаны», «Карагайская рукопись» (Карагайский свиток) — два последних в 2004 году.
В 2004—2005 годах рабочей группой в составе сотрудников Института гуманитарных исследований Тюменского государственного университета и Тюменского областного краеведческого музея были паспортизированы первые 25 астан на территории Тюменской области.

## Области распространения

### Тюркские народы

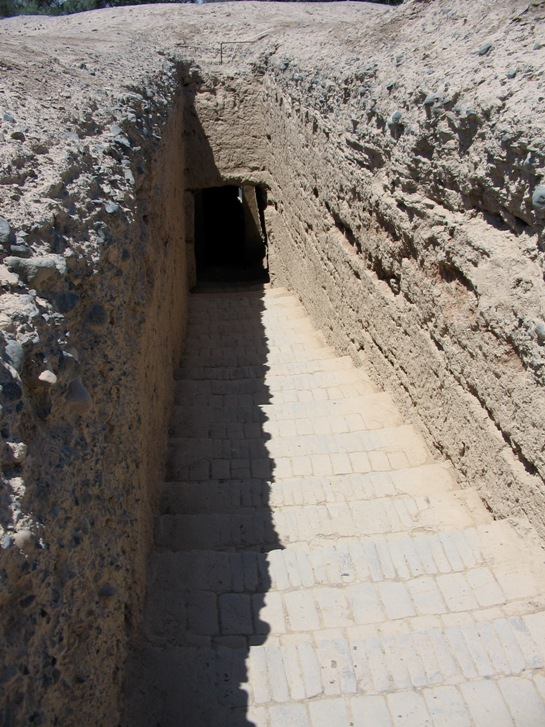
Могильник Астана в Турфане. 2007 год

В 1863 году академик В. В. Вельяминов-Зернов полагал, что астаны чаще всего встречаются в области Оренбургских Киргизов. Любопытно, что столица Казахстана, получившая в 1998 году название Астана, возникла на месте древнего мусульманского кладбища Караоткель (1609—1962 годы). По мнению казахского ираниста С. Абдулло, слово «астана» означает то же самое, что и «акмола» (белый, то есть чистый, священный мавзолей), но по-персидски.
Последующие исследования показали наличие большого количества астан (по сведениям Р. Х. Рахимова более 150) в Западной Сибири, главным образом на территории Вагайского, Тобольского, Уватского, Ярковского, Тюменского и Ялуторовского районов Тюменской области (территория проживания тоболо-иртышской группы сибирских татар).
С термином «астана» приходится сталкиваться и в обеих частях Туркестана. В Узбекистане известны мазары Астана-ата (близ посёлка Ингичка, Самаркандская область) и Ак-Астана-баба (село Тельпек-Чинар, Сариасийский район, Сурхандарьинская область). Мавзолей со схожим названием Астана-баба имеется в городе Керки, Туркменистан.
Что касается Восточного Туркестана, то рядом с древним городом Гаочан, в 45 км от Турфана, расположены могильник и деревня с общим названием Астана. Существование могильника датируется 273—779 годами, в начале XX века он исследовался А. Стейном и К. Отани.

### Иранские народы
В 1864 году академик Б. А. Дорн зафиксировал, что термином «астане» называются строения над могилами святых в северной Персии: астане имамзаде Ибрагим-Абу-Джеваба (сына 7-го имама Мусы аль-Казима) в Мешгеди-сере, область Мазандеран, и астане Сеид-Али-Ризы в Шейх-Ханевер, область Гилян. На западе Ирана в провинции Меркези имеется город Астане, который известен культовыми могилами потомков шиитских имамов, а на севере страны расположен город Астане-йе-Ашрафие в провинции Гилян.
Ираноязычные исмаилиты-низариты Западного Памира называют почитаемые могилы святых сходным словом остон (напр., остон Мушкилкушо в Рушанском районе Горно-Бадахшанской автономной области Таджикистана, который ассоциируется с Али ибн Абу Талибом).

## Генезис явления
Факты говорят о том, что термин «астана» имеет персидское происхождение. В зороастризме слово «астодана» значило место захоронения, склеп. Впрочем, с подачи Л. Казартелли считается, что оно имеет также значение оссуария. Далее, как выяснил С. Абдулло, в среднеперсидском языке (пехлеви) estan означало «место, стоянка, место жительства». В современном Иране термином остан называют провинции (а губернаторов провинций остандарами), это понятие используется со времён Сасанидов (224—651 годы). На новоперсидском языке (фарси), возникшем в IX веке, слова asitan, asitana, astan означают «порог; царский двор, дворец счастья; место отдыха и сна».

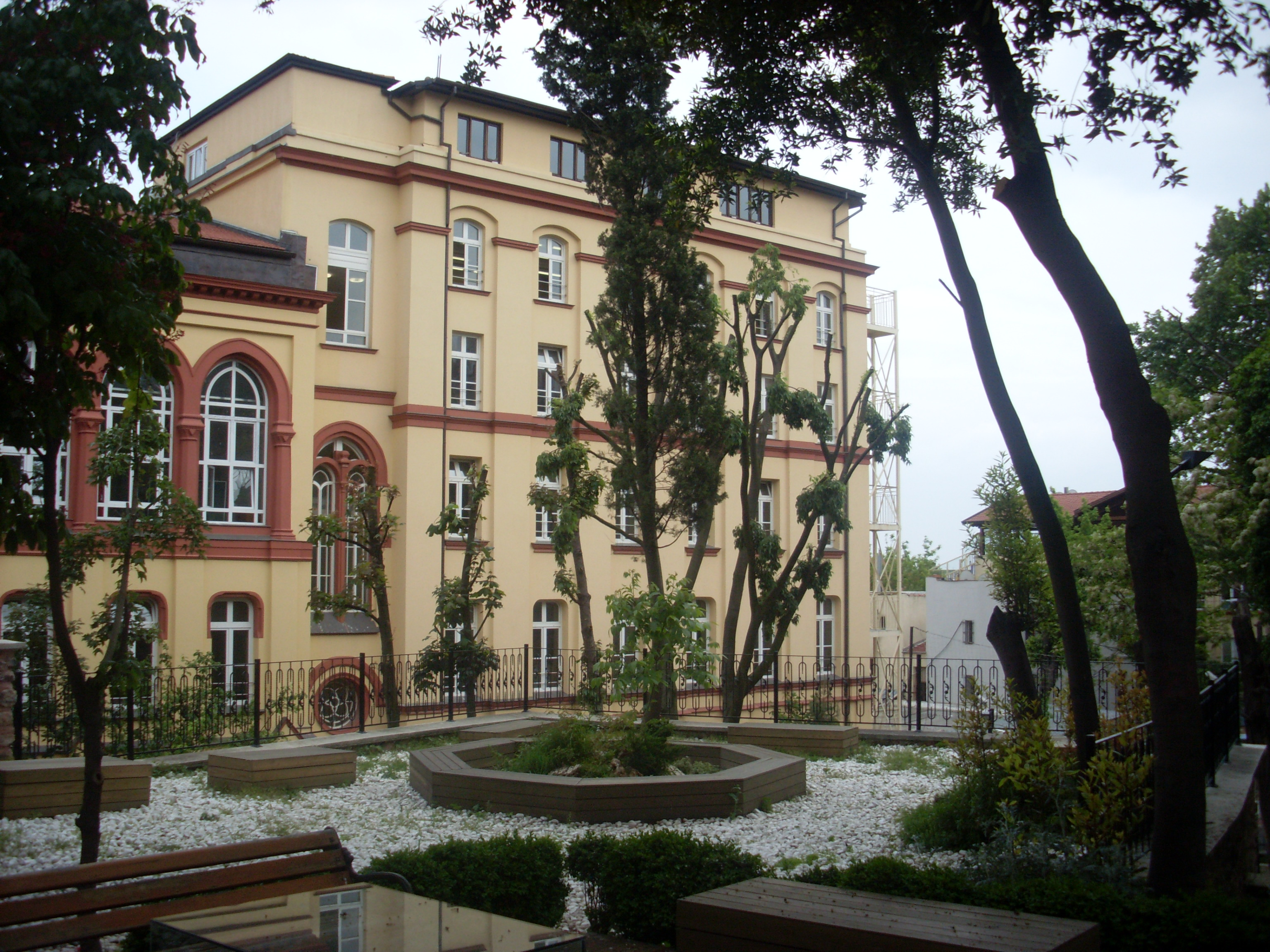
Мевлевихане в Галате (Стамбул). 2012 год

В сибирских астанах хоронили суфийских шейхов, а они представляли тарикаты, тем или иным образом связанные с иранской культурной традицией. Тарикаты Накшбандия и Ясавия ведут происхождение от тариката Ходжагон (Хваджаган), тарикат Бекташия и памирские низариты связаны с шиизмом. В тюркских языках слово «астана» стало популярным благодаря последователям Джелаладдина Руми, выходца из ираноязычного Государства Хорезмшахов и сторонника тариката Кубравия. Ученики Руми (тарикат Мевлеви) открыли в Малой Азии множество суфийских обителей (текке), которые назывались «мевлевихане». Аситане (аситаны) означали среди них обители более высокого статуса, в противоположность небольшим «завия». Название Asitane-i Aliyye (высшая обитель) носила главная мевлевихане в городе Конья, расположенная возле мавзолея Мевляны.
Тюменец Р. Х. Рахимов обнаружил множество параллелей между обрядами суфиев и сибирским культом почитания астан. Открытая им «Грамота хранителя Юрумской астаны» утверждает, что список павших в Сибири шейхов составлял сам Руми. В наставлениях о почитании священных мавзолеев Рахимов видит влияние суфийских наставлений (адабов) об отношении мюрида к учителю. Самое удивительное то, что по суфийским традициям (через сновидения) происходит выявление части мавзолеев. Так было с открытием Новоатьяловской и Тукузской астан.

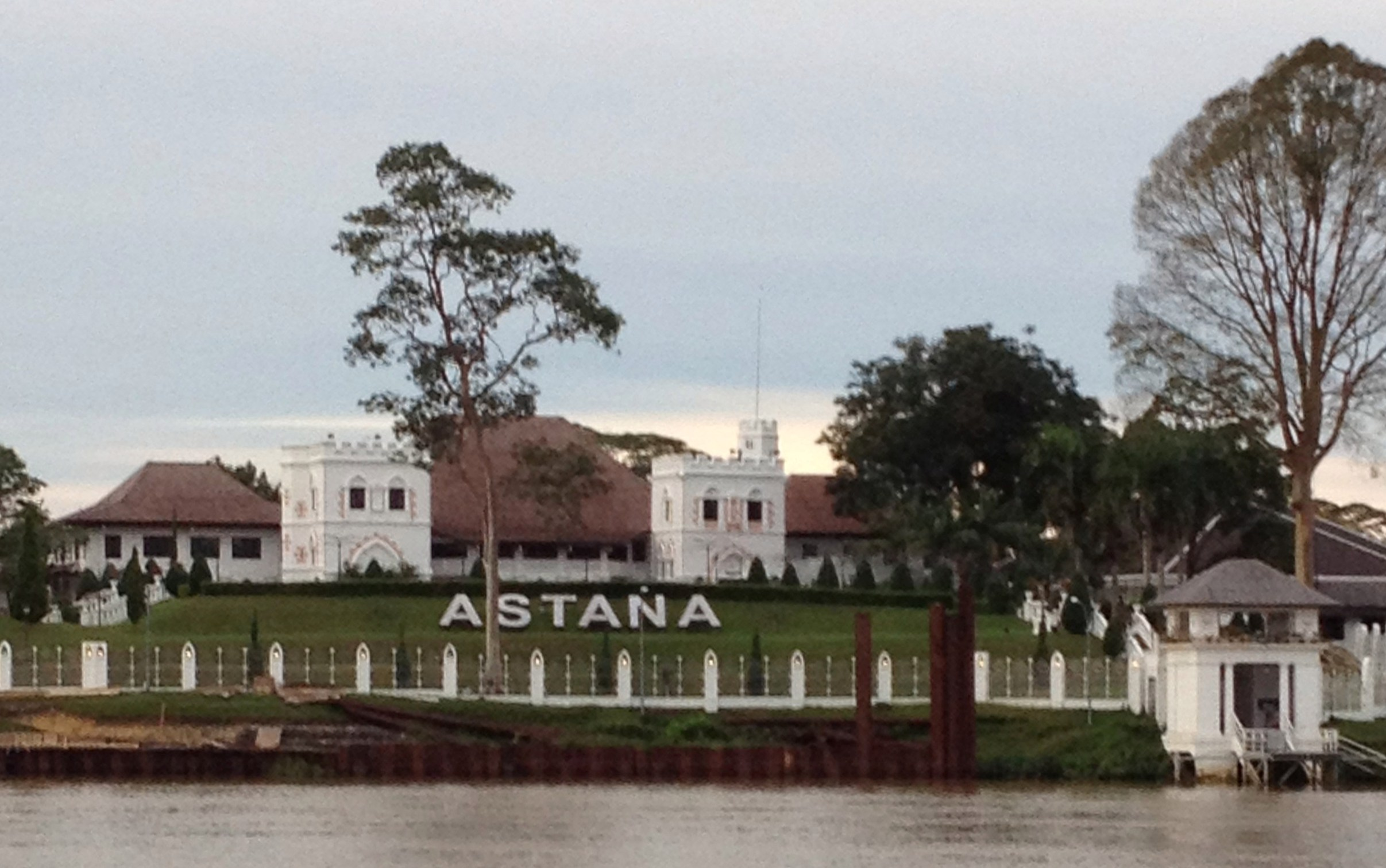
Дворец Астана в Кучинге (штат Саравак, Малайзия). 2012 год

Любопытна эволюция термина «астана» в тюркских языках. Тарикат Мевлеви обладал большим влиянием в Османской империи, с XVI века в турецкой литературе стало развиваться даже особое течение («литература мевлеви»). Слово «астане» получило широкое хождение. По завершении строительства в Константинополе дворца Топкапы одним из литературных названий строения как резиденции султана и центра государства стало Asitane-i Saadet (Порог Счастья, Обитель Благоденствия). Например, это выражение употребляется в «Книге путешествия» Эвлии Челеби (составлена до 1682 года). Неудивительно, что прозвище писателя «челеби» имеет суфийское происхождение, первым носителем этого прозвища считается как раз преемник Руми, Хусам ад-Дин Челеби (ум. 1284).
Значение «дворец» перекочевало в Малайзию и Индонезию, где они называются словом истана. Отсюда, в частности, происходит название дворца Астана в Кучинге на острове Калимантан.
Начиная с XVII века в официальных документах применительно к Константинополю в целом стало использоваться выражение Asitan-i Devlet-i Aliyye (осман. آستان دولت عاليه‎) в значении «столица высочайшего государства». В 1998 году значение «столица» стало решающим при наименовании казахского города Астана.

## Содержание культа
За каждой астаной закреплён хранитель (карауцы, сравн. каз. қарау — «смотреть»). Главным символом хранителя является сачара (шежере) — рукопись в виде свитка. Это культовый предмет, обычно передававшийся по наследству.
Считается, что астаны наделены духовной силой своих авлия, и иногда избранные люди могут получить особые знания и сверхъестественные способности. Ряд астан обладают лечебными свойствами: Баишевская помогает от глазных болезней, заболеваний нервной системы и психических расстройств, Варваринская от алкоголизма. 7-кратное посещение Баишевской астаны приравнивается к совершению хаджа, «Грамота хранителя Юрумской астаны» по этому поводу гласит:

В Баише могила Хаким шейха газиза. Меккинские мужавиры говорили, кто посещает могилу Хаким хазрата, тот получит уважение паломника в Мекку.

Неуважительное отношение к астане влечёт за собой обязательное жестокое возмездие, на данную тему существует множество назидательных случаев, связанных с большинством мавзолеев шейхов в Сибири.
Рядом с астанами люди читают молитвы, дают пожертвования (садака). Хранитель астаны или мулла регулярно проводит ритуал поминовения хатым хуча (происходит от обряда «хатм-и хваджаган» суфийского тариката Накшбандия) в честь авлия, которому посвящена астана.
Сторонники возвращения к истокам ислама (в частности, из «Хизб ут-Тахрир») отрицательно относятся к феномену «астана», считая их почитание язычеством. Шариат неодобрительно относится к украшению могил и монументальным сооружениям над ними, особенно же к тому, чтобы могилы служили местом молитвы.

## Список астан

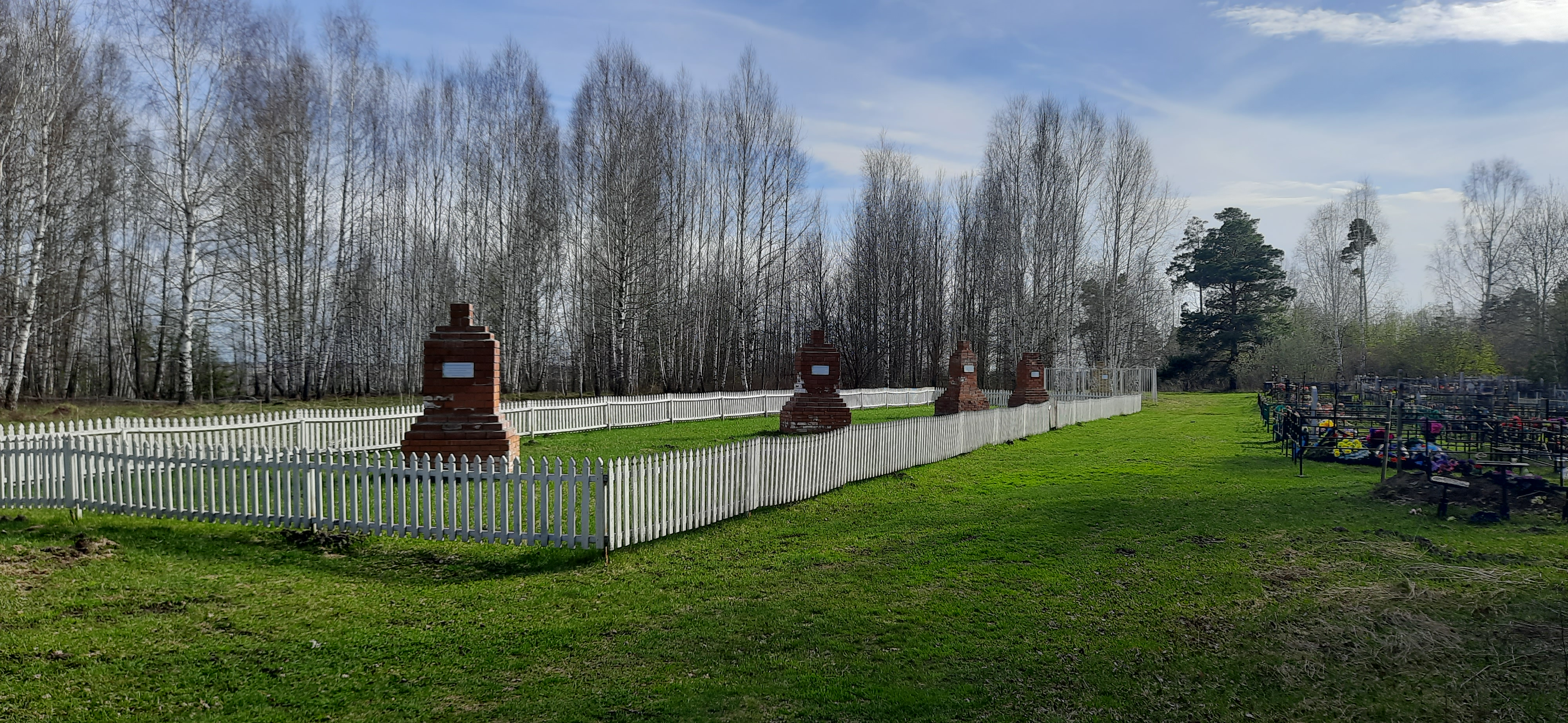
Искерская астана, или Аллея шейхов (Тобольский район Тюменской области). 2025 год

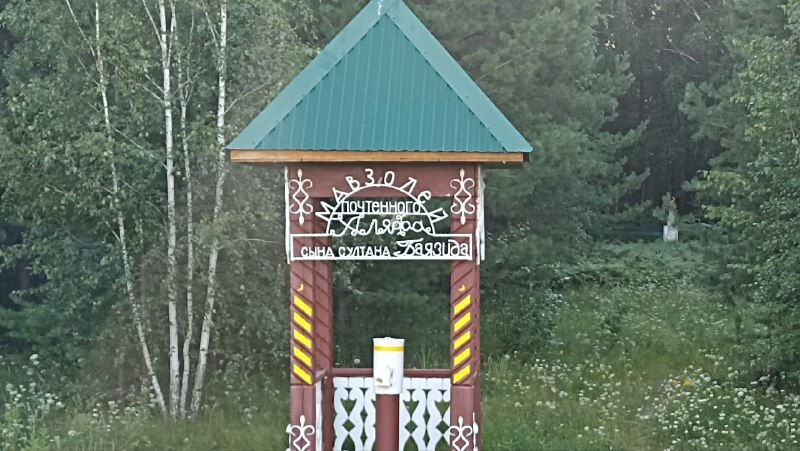
Место для пожертвований (садака) посетителей Новоатьяловской астаны (Ялуторовский район Тюменской области). 2022 год

### Омская область[24]
Тевризский район
- Кипа-Кулларовская астана

Усть-Ишимский район
- Кайнаульская астана (мавзолей шейха Нигматуллы)
- Саургачская астана (мавзолей шейха Муслихиддина)
- Тебендинская астана (мавзолей шейха Анджетана)
- Тюрмитякская астана (мавзолей шейха Бигач-Ата)
- Чарбийская астана (мавзолей Салихи-Биби)
- Эбаргульская астана

### Тюменская область
Аромашевский район
- Новоуфимская астана (мавзолей шейхов Шайхулислам-азиса и Начемитдин-азиса)
- Юрумская астана (мавзолей шейха Давлет-Алия и Хадиджи-биби)

Вагайский район
- Аллагуловская астана (мавзолей шейха Абдельхалика)
- Баишевская астана (мавзолей шейха Хакима или Хаким-Ата астана, Бакырган авыл)
- Бегетинская астана (мавзолей шейха Мир-Камала/Миркамал шейха)
- Бегишевская астана (мавзолей Карлыгач-ана Айлянур)
- Второвагайская астана (мавзолей шейха Баграма/Баграм-ата)
- Второсалинская астана (мавзолей шейха Абдельхатима)
- Индерская астана (мавзолей Цын-бига)
- Истяцкая астана (девичья Астана)
- Казанская астана (мавзолей шейха Абдулла-ата)
- Карагайская астана (мавзолей шейха Ходжай)
- Кобякская астана (мавзолей шейха Касима)
- Супринская астана (мавзолей дервиша Гали шейха)
- Тукузская астана (мавзолей неизвестной мусульманской миссионерки)
- Юлташинская астана (мавзолей шейха Тураиш-Али)

Нижнетавдинский район
- Конченбургская астана (мавзолей шейха Абдуль-Менафа/Абдельманапа авлия)

Тобольский район
- Епанчинская астана (мавзолей шейха Мусы)
- Искерская астана (мавзолей шейхов, внуков Зенги-баба или «городище Искер»)
- Турбинская астана (мавзолей Акылбига биби)

Тюменский район
- Астана Якушинская-1 (мавзолей неизвестного шейха)
- Астана Якушинская-2 (мавзолей неизвестного шейха)

Ялуторовский район
- Кашаульская астана (мавзолей шейхов Абдельгазиза и Канджибарди — потомков Хобби-хаджи)
- Новоатьяловская астана (мавзолей шейха Голука/Хэлуп-бабая или Аляфа — сына султана Баязида)

Ярковский район
- Варваринская астана (мавзолей шейха Дауда)